# Саарсько-Лотаринзький кам'яновугільний басейн
Саарсько-Лотаринзький кам'яновугільний басейн — вугільний басейн у ФРН (земля Саар) та Франції (Лотаринзький економічний район). Експлуатується з початку 19 століття.
- Саарський басейн: площа 1200 км², запаси 2.6 млрд. т.
- Лотаринзький басейн: площа 400 км², запаси 750 млн. т. 550 вугільних пластів загальною потужністю 140 м.

## Розробка
Станом на кінець XX століття — 12 шахт (шість у Саарському, шість у Лотаринзькому басейнах). Основні центри:
- ФРН: Саарбрюккен, Фольклинген, Нойнкірхен;
- Франція: Форбак, Мерлебак, Птіт-Россель.

Вугілля — жирне та довгополуменеве, з низьким вмістом сірки та фосфору. Максимальна потужність шахт 2.5 млн. т. Глибина розробки (максимальна) 1200 м. Річний видобуток по 10 млн. т. по кожному з басейнів.
У XXI столітті вуглевидобування практично згорнуте.